# پروتئین فاز حاد

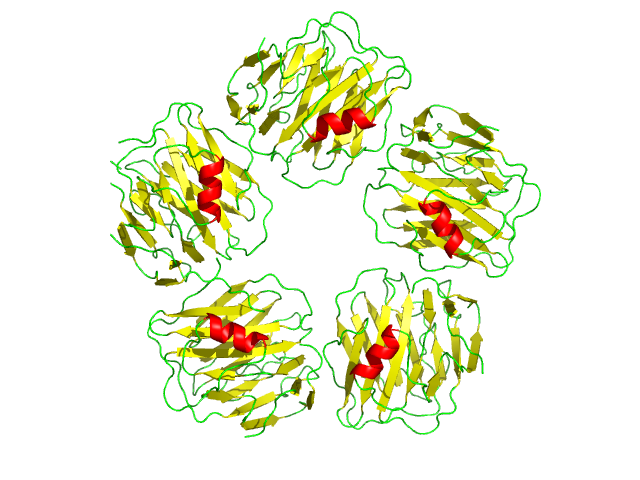
سرم آمیلوئید P، یک نوع پرووتئین فاز حاد

پروتئین فاز حاد (انگلیسی: Acute-phase protein) گروهی از پروتئینهای پلاسما هستند که میزانشان در خون در زمان التهاب افزایش (positive) یا کاهش می‌یابد. برخی از پروتئین‌هایی که به‌صورت موضعی هنگام التهاب ار گلبول‌های سفید ترشح می‌شوند عبارتند از: عامل نکروز تومور آلفا، اینترلوکین یک، اینترلوکین شش و اینترلوکین هشت.
اغلب پروتئین‌های فاز حاد در کبد تولید و به خون ریخته می‌شوند. برخی از پروتئین‌های افزایش‌یابنده (مثبت) هنگام التهاب عبارتند از: پلاسمین، عامل فون ویلبراند، فریتین، فاکتور هشت و هپسیدین. این پروتئین‌ها کارکردهای متفاوتی دارند.
از پروتئین‌های فاز حادی که در جریان التهاب کاهش می‌یابند (منفی) ترانسفرین، آلبومین ، آنتی‌ترومبین و پرآلبومین قابل ذکرند.